# Pavići
Pavići (cyr. Павићи) – wieś w Bośni i Hercegowinie, w Republice Serbskiej, w mieście Banja Luka. W 2013 roku liczyła 262 mieszkańców.